# Любен (Пловдивская область)
Любен (болг. Любен) — село в Болгарии. Находится в Пловдивской области, входит в общину Сыединение. Население составляет 329 человек.

## Политическая ситуация
В местном кметстве Любен, в состав которого входит Любен, должность кмета (старосты) исполняет Иван Димитров Баненски  по результатам выборов правления кметства.
Кмет (мэр) общины Сыединение —  Атанас Балкански(ГЕРБ болг.(Граждани за европейско развитие на България)) по результатам выборов в правление общины.